# Вохомка
Вохомка — река в России, протекает в Кичменгско-Городецком районе Вологодской области и Опаринском районе Кировской области. Устье реки находится в 32 км по левому берегу реки Паломица. Длина реки составляет 12 км.
Исток реки в лесах близ границы Вологодской и Кировской областей в 70 км к юго-западу от посёлка Опарино. Рядом с истоком Вохомки находится исток реки Карюг, здесь проходит водораздел бассейнов Вятки и Ветлуги. Река течёт на северо-восток по ненаселённому лесу, протекает границу областей и впадает в Паломицу к югу от деревень Верхняя Паломица и Нижняя Паломица.

## Данные водного реестра
По данным государственного водного реестра России относится к Камскому бассейновому округу, водохозяйственный участок реки — Вятка от города Киров до города Котельнич, речной подбассейн реки — Вятка. Речной бассейн реки — Кама.
Код объекта в государственном водном реестре — 10010300312111100035058.